# 陈庄乡 (临颍县)
陈庄乡，是中华人民共和国河南省漯河市临颍县下辖的一个乡镇级行政单位。

## 行政区划
陈庄乡下辖以下地区：
陈庄村、管庄村、伙邵赵村、洛程村、潘庄村、夏城村、黄连城村、前研岗村、后研岗村、贾太石村、胡庄村、二甲王村、四家李村和大蒋庄村。